# حفاز كرابتري
حفاز كرابتري هو مركب إريديوم عضوي طوره الكيميائي روبرت كرابتري Robert H. Crabtree ويوجد على شكل صلب بلوري برتقالي اللون.
يستخدم بشكل رئيسي من الحفازات المتجانسة في عمليات الهدرجة.

## التحضير
يحضر الحفاز انطلاقاً من ثلاثي كلوريد الإريديوم مع حلقي الأوكتاديين.

## الخواص
لهذا المعقد التناسقي بنية جزيئية مستوية مربعة.

## الاستخدامات
يستخدم حفاز كرابتري بشكل رئيسي قي عمليات التحفيز المتجانس في هدرجة الألكينات.